# ناچالوو
ناچالوو (روسی: Началово) یک منطقهٔ مسکونی در روسیه است که در استان آستراخان واقع شده‌است.